# 243. strelska divizija (ZSSR)
243. strelska divizija (izvirno rusko 243. стрелковая дивизия; kratica 243. SD) je bila strelska divizija Rdeče armade v času druge svetovne vojne.

## Zgodovina
Divizija je bila ustanovljena julija 1941.